# Lijnbaansgracht 274
Lijnbaansgracht 274 is een gebouw in Amsterdam-Centrum.
Het gebouw is gelegen aan het Spiegelpleintje, de kruising van Lijnbaansgracht en Korte Leidsedwarsstraat. De belending ten noorden kreeg nog een nummer aan die dwarsstraat, de belending ten zuiden is het pand Lijnbaansgracht 275. De huisnummers 274 en 275 zijn sinds 1970 (waarschijnlijk de datum van administratie invoer) rijksmonument.
Het monumentenregister geeft een zeer summiere omschrijving van het gebouw. Het zou gaan om een gebouw uit de 18e eeuw met een puntgevel van latere datum. De foto van Jacob Olie uit 1896 laat zien dat de entree van het gebouw destijds bestond uit een trap die parallel aan de gevel stond. Daarnaast is een toegang naar een souterrain. Boven de trap volgen de twee toegangsdeuren met twee snijramen, die duiden op enige rijkdom. Daarboven liggen drie woonetages onder een zadeldak met zolderruimte en hijsblok. Het dak is gedekt met dakpannen. Voor bijna alle ramen zijn spionnetjes geplaatst.
Het gebouw in 2011 is vrijwel ongewijzigd en heeft nog steeds de 9-vlaksverdeling in de ramen. Wat wel gewijzigd is, is de begane grond. De toegangsdeur voor de woningen sluit op het maaiveld, de toegang van het bedrijfsgedeelte is eveneens op maaiveldniveau. Die begane grond dient dan al jaren tot een horecabedrijf, het gebouw ligt op de grens van het uitgaansgebied rond het Leidseplein.

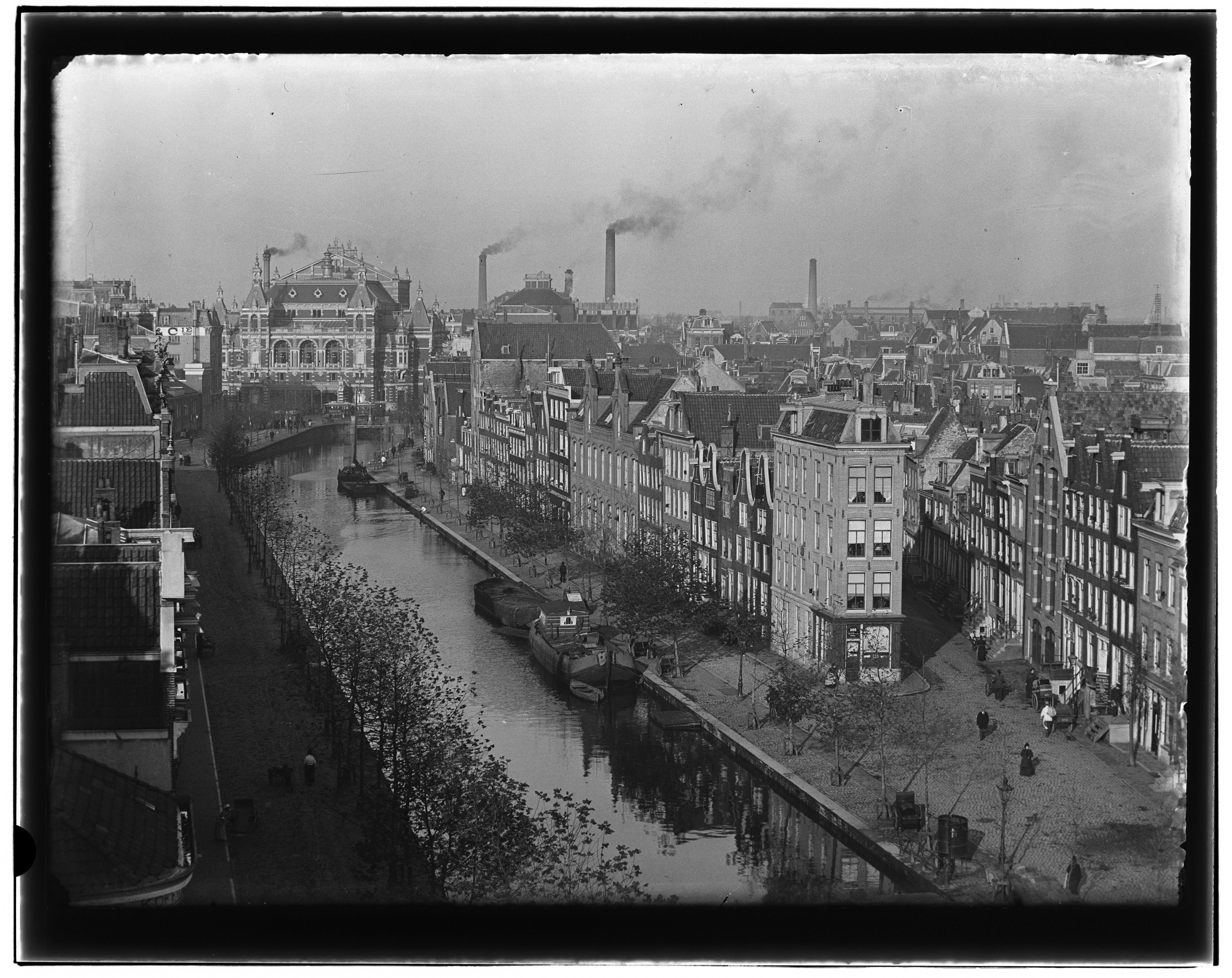
Jacob Olie fotografeerde de gevelwand in 1896, de dan nog drie donkere gebouwen staan uiterst rechts onder, de meest rechtse werd vervangen door een nieuw gebouw

.